# سیارک ۶۲۷۶
سیارک ۶۲۷۶ (به انگلیسی: 6276 Kurohone، نامگذاری:1994AB) شش هزار و دویست و هفتاد و ششمین سیارک کشف شده‌است که در ۱ ژانویه ۱۹۹۴ کشف شد.
قدر مطلق سیارک برابر ۱۳٫۲۰ است.